# قلدز
قَلَدُز أو قلعة دزة أو بشدر بلدة تقع في إقليم كردستان العراق قرب بحيرة دوكان، شمال السليمانية (وهي مركز قضاء بشدر في محافظة السليمانية)، قرب الحدود الإيرانية. ترجمة اسم «قلدُز» هي «قلعة النهرين»، من الكلمات الكردية «قَلَ» و«دُ» و«ز»، وذلك بسبب وجود تل صغير بين نهرين إلى الجنوب الغربي من البلدة. يسكن البلدة حوالي 114,000 شخص[بحاجة لمصدر]، وتطوّقها جبال مثل العديد من أجزاء كردستان الأخرى. وتوجد مئات القرى في المناطق الجبلية حول البلدة.

## المناخ
يظهر الجدول التالي التغييرات المناخية على مدار السنة لقلدز:
| البيانات المناخية لـقلدز          | البيانات المناخية لـقلدز | البيانات المناخية لـقلدز | البيانات المناخية لـقلدز | البيانات المناخية لـقلدز | البيانات المناخية لـقلدز | البيانات المناخية لـقلدز | البيانات المناخية لـقلدز | البيانات المناخية لـقلدز | البيانات المناخية لـقلدز | البيانات المناخية لـقلدز | البيانات المناخية لـقلدز | البيانات المناخية لـقلدز | البيانات المناخية لـقلدز |
| الشهر                             | يناير                    | فبراير                   | مارس                     | أبريل                    | مايو                     | يونيو                    | يوليو                    | أغسطس                    | سبتمبر                   | أكتوبر                   | نوفمبر                   | ديسمبر                   | المعدل السنوي            |
| --------------------------------- | ------------------------ | ------------------------ | ------------------------ | ------------------------ | ------------------------ | ------------------------ | ------------------------ | ------------------------ | ------------------------ | ------------------------ | ------------------------ | ------------------------ | ------------------------ |
| متوسط درجة الحرارة الكبرى °م (°ف) | 9.6 (49.3)               | 11.2 (52.2)              | 15.8 (60.4)              | 21.6 (70.9)              | 28.7 (83.7)              | 35.4 (95.7)              | 39.3 (102.7)             | 39.3 (102.7)             | 35.1 (95.2)              | 28.5 (83.3)              | 19.4 (66.9)              | 12.1 (53.8)              | 24.7 (76.4)              |
| المتوسط اليومي °م (°ف)            | 5.1 (41.2)               | 6.4 (43.5)               | 10.5 (50.9)              | 15.8 (60.4)              | 21.7 (71.1)              | 27.9 (82.2)              | 31.6 (88.9)              | 31.5 (88.7)              | 27.2 (81.0)              | 21.2 (70.2)              | 13.7 (56.7)              | 7.3 (45.1)               | 18.3 (65.0)              |
| متوسط درجة الحرارة الصغرى °م (°ف) | 0.6 (33.1)               | 1.6 (34.9)               | 5.3 (41.5)               | 10 (50)                  | 14.8 (58.6)              | 20.4 (68.7)              | 23.9 (75.0)              | 23.8 (74.8)              | 19.3 (66.7)              | 14 (57)                  | 8 (46)                   | 2.6 (36.7)               | 12.0 (53.6)              |
| معدل هطول الأمطار مم (إنش)        | 144 (5.7)                | 174 (6.9)                | 129 (5.1)                | 85 (3.3)                 | 41 (1.6)                 | 0 (0)                    | 0 (0)                    | 0 (0)                    | 1 (0.0)                  | 8 (0.3)                  | 70 (2.8)                 | 104 (4.1)                | 756 (29.8)               |
| المصدر: Climate-Data              |                          |                          |                          |                          |                          |                          |                          |                          |                          |                          |                          |                          |                          |

## توأمة
لقلدز اتفاقيات توأمة مع:
- إفريا